# Cederrevolutie

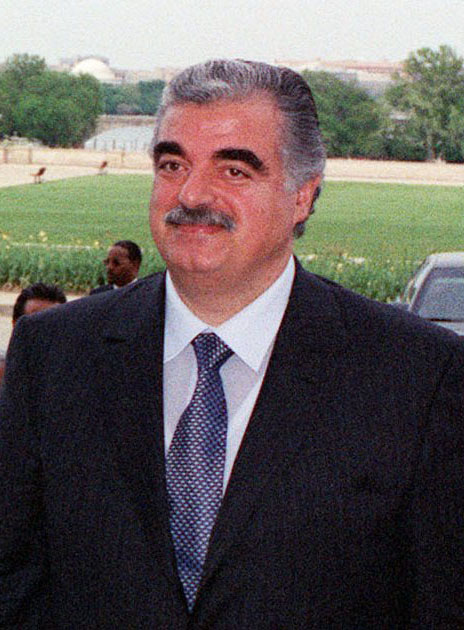
Rafik Hariri

De cederrevolutie was de naam die door de Amerikaanse overheid gebruikt werd voor een reeks demonstraties en grootscheepse burgerlijke actie in Libanon (vooral Beiroet), als gevolg van de moord op voormalig eerste minister van Libanon Rafik Hariri op 14 februari 2005. De naam kreeg brede navolging in westerse media. In Libanon zelf werd de opstand liever Opstand voor onafhankelijkheid of de 14 maart-beweging genoemd, naar de datum van de grootste demonstratie. 
Het voornaamste doel van de oorspronkelijke activisten was de terugtrekking van de Syrische troepen uit Libanon, en het beëindigen van de door hen ongewenste invloed van Syrië op de Libanese politiek. Op dat moment had Syrië ongeveer 14.000 soldaten en agenten van de geheime dienst in Libanon. Door de manifestaties waren de Syrische soldaten uiteindelijk weg op 30 april. De pro-Syrische regering werd ook ontbonden, waardoor de hoofddoelen van de revolutie bereikt waren.
De naam cederrevolutie werd gelanceerd door de Amerikaanse vicestaatssecretaris Paula J. Dobriansky in een persconferentie, naar analogie met de Rozenrevolutie in Georgië, de Oranje Revolutie in Oekraïne, en de "Purperen Revolutie" (volgens George W. Bush) van Irak. 
Het woord ceder verwijst naar de Libanonceder, het nationale embleem op de Libanese vlag.